# Tyrol Team/Saison 2011
Dieser Artikel listet Erfolge und Mannschaft des Tyrol Teams in der Saison 2011 auf.

## Erfolge in der Europe Tour
| Datum         | Rennen                                                 | Kat. | Fahrer         |
| ------------- | ------------------------------------------------------ | ---- | -------------- |
| 26. April     | Gran Premio Palio del Recioto                          | 1.2U | Georg Preidler |
| 26. Juni      | Österreichische Meisterschaft – Straßenrennen (U23)    | NC   | Andreas Hofer  |
| 11. September | Österreichische Meisterschaft – Einzelzeitfahren       | NC   | Andreas Hofer  |
| 11. September | Österreichische Meisterschaft – Einzelzeitfahren (U23) | NC   | Andreas Hofer  |

## Abgänge – Zugänge
| Zugänge         | Team 2010             | Abgänge         | Team 2011              |
| --------------- | --------------------- | --------------- | ---------------------- |
| Georg Preidler  | ARBÖ Gourmetfein Wels | Marco Haller    | Adria Mobil            |
| Maximilian Kuen | Neoprofi              | Dominik Brändle | Team Vorarlberg        |
| Péter Palotai   | Neoprofi              | Matthias Krizek | Marchiol Emisfero Site |
|                 |                       | Thomas Blassnig | Unbekannt              |
|                 |                       | Benedikt Ruetz  | Unbekannt              |

## Mannschaft
| Name             | Geburtstag        | Nationalität  |
| ---------------- | ----------------- | ------------- |
| Norbert Dürauer  | 1. Februar 1986   | Österreich    |
| Florian Gaugl    | 8. Januar 1991    | Österreich    |
| Andreas Hofer    | 8. Februar 1991   | Österreich    |
| Hannes Kapeller  | 29. Mai 1990      | Österreich    |
| Stefan Kirchmair | 12. August 1988   | Österreich    |
| Patrick Konrad   | 13. Oktober 1991  | Österreich    |
| Maximilian Kuen  | 26. Mai 1992      | Österreich    |
| Stefan Mair      | 2. Juni 1990      | Österreich    |
| Marc Obkircher   | 23. Juni 1991     | Österreich    |
| Péter Palotai    | 4. Februar 1992   | Ungarn        |
| Georg Preidler   | 17. Juni 1990     | Österreich    |
| Daniel Rinner    | 11. November 1990 | Liechtenstein |
| Mario Schoibl    | 25. Juni 1990     | Österreich    |
| Harald Totschnig | 6. September 1974 | Österreich    |
| Martin Weiss     | 15. April 1991    | Österreich    |
| David Wöhrer     | 14. Februar 1990  | Österreich    |

## Platzierungen in UCI-Ranglisten
UCI Europe Tour 2011
|       | Fahrer           | Punkte |
| ----- | ---------------- | ------ |
| 155.  | Georg Preidler   | 96     |
| 306.  | Harald Totschnig | 51     |
| 650.  | Andreas Hofer    | 18     |
| 650.  | Stefan Kirchmair | 18     |
| 752.  | Patrick Konrad   | 12     |
| 1064. | Péter Palotai    | 5      |